# 随何
随 何（ずい か、生没年不詳）は、秦末から前漢初期にかけての儒者・政治家・外交官。

## 略歴
生年や出身は不明だが、漢王劉邦に仕える謁者（客接待係）であった。
紀元前205年、劉邦は彭城の戦いで項羽に大敗し、大梁の地を捨て虞城に退く羽目になった。形成を逆転するため項羽の片腕である九江王英布を寝返らせることとなり、随何は説得役に自ら名乗り出て、20人の従者を率いて使者に赴いた。
九江に到着すると、まず九江王の太宰（食膳係）の客人となり、取次ぎを頼んで英布と会見することになった。項羽の臣下を自負する英布に対し、「楚軍は敵地深く攻め入り遠方から危険を冒して兵糧を運ばなくてはならない。漢王が漢中・巴蜀から穀物を運び出し籠城すれば、楚は攻めることも退くこともできなくなり、弱らせるのは容易である。あなたさえ味方すれば天下は漢のものでしょう」と説得する。これを聞いた英布も漢への帰順を了承したが、内心では決めかねていた。
そこへ偶然、英布に出兵を催促する楚の使者がやってきた。随何はその場へ乗り込み「九江王は漢に味方したのだ」と言い、事態に驚く英布に「楚の使者を殺して漢に協力するしか道はない」と強要すると、ついに英布も観念し、使者を斬り出兵して楚を攻めた。項羽はただちに龍且と項荘を派遣し、数ヶ月で九江を攻め落とし英布の軍勢を敗走させた。仕方なく英布は随何を伴って漢に身を投じることになった。
紀元前202年、垓下の戦いに敗れた項羽が自殺し、天下を統一した劉邦が帝位（高祖）に即いた。その祝宴の席で劉邦は大勢の臣下の前で、「随何は腐れ儒者で何の役にも立たない」と随何の功績をけなした。侮辱された随何は「彭城で陛下が敗れた時、歩兵5万と騎兵5千をもって淮南（九江）を攻略出来ましたか？」と言い返すと、劉邦は出来なかったと答えた。随何は再び尋ね「私は陛下の命令で淮南に遣わされ、御意どおりに遂行しました。そう考えると私の功績は歩兵5万と騎兵5千にも勝ることになりますが、私を役立たずと言われるのはどうしてでしょうか？」と言った。劉邦は随何を認め、護軍中尉の職を与えたという。